# Blue Haze
Albums de Miles Davis
Miles Davis Volume 2 Walkin'
Blue Haze est un album de jazz de Miles Davis enregistré en trois séances entre 1953 et 1954 pour Prestige Records.

## Historique
"I'll Remember April", enregistré le 3 avril 1954 faisait initialement partie de la version originale du disque en format 25 cm "Walkin'" et fut remplacé dans la réédition en format 30 cm par "Love Me or Leave Me". "I'll Remember April" fait maintenant partie de Blue Haze.

## Liste des pistes
| Piste | Titre du morceau    | Composé par                         | Durée |
| ----- | ------------------- | ----------------------------------- | ----- |
| 1.    | I'll Remember April | Don Raye, G. de Paul et P. Johnston | 7:52  |
| 2.    | Four                | M. Davis et E. Vinson               | 4:00  |
| 3.    | Old Devil Moon      | Burton Lane et Yip Harburg          | 3:22  |
| 4.    | Smooch              | M. Davis et Charles Mingus          | 3:04  |
| 5.    | Blue Haze           | M. Davis                            | 6:08  |
| 6.    | When Lights are Low | B. Carter et C. Williams            | 3:25  |
| 7.    | Tune Up             | M. Davis et E. Vinson               | 3:52  |
| 8.    | Miles Ahead         | M. Davis et Gil Evans               | 4:28  |

## Séances
- 19 mai 1953 (Smooch, When Lights are Low, Tune Up, Miles Ahead) :
  - Miles Davis - Trompette
  - John Lewis - Piano (ailleurs que sur Smooch)
  - Charles Mingus - Piano (sur Smooch seulement)
  - Percy Heath - Contrebasse
  - Max Roach - Batterie
- 10 mars 1954 (Four, Old Devil Moon, Blue Haze) :
  - Miles Davis - Trompette
  - Horace Silver - Piano
  - Percy Heath - Contrebasse
  - Art Blakey - Batterie
- 3 avril 1954 (I'll Remember April) :
  - Miles Davis - Trompette
  - David Schildkraut - Saxophone alto
  - Horace Silver - Piano
  - Percy Heath - Contrebasse
  - Kenny Clarke - Batterie

## Citations
« J'étais bien en lèvres, je jouais régulièrement. C'était une séance en quartet -moi, Max Roach, John Lewis, Percy Heath - pour Prestige. Étant le principal soliste, j'ai eu la possibilité de jouer beaucoup. De plus, Charlie Mingus est venu au piano sur l'un des thèmes, Smooch, je crois. Tout le monde a bien joué. »

— Miles. L'autobiographie, Miles Davis avec Quincy Troupe, p.172, Infolio, 2007.

« J'ai perdu ma trompette et j'ai dû à plusieurs reprises louer la sienne à Art Farmer. Je l'utilise sur Blue Haze, dans Miles Davis Quartet chez Prestige. Nous enregistrions dans la 31e Rue. Je me souviens, parce que j'avais demandé qu'on éteigne toutes les lumières du studio pendant l'enregistrement de Blue Haze, afin que chacun puisse se mettre dans l'état d'esprit que je voulais. Quelqu'un avait dit : "si vous éteignez tout, on ne verra plus Art ou Miles". C'était drôle. Ils disaient ça parce que nous étions très foncés de peau. »

— Miles. L'autobiographie, Miles Davis avec Quincy Troupe, p.188, Infolio, 2007.

« Pour ma séance Prestige d'avril, Kenny Clarke a remplacé Art Blakey à la batterie parce que je voulais des balais. Quand il s'agissait de jouer doucement des balais, personne ne le faisait mieux que Klook. J'utilisais une sourdine, et je voulais de la douceur derrière moi, mais une douceur swinguante. »

— Miles. L'autobiographie, Miles Davis avec Quincy Troupe, p.189, Infolio, 2007.